# Corydalus clavijoi
Corydalus clavijoi är en insektsart som beskrevs av Contreras-ramos 2002. Corydalus clavijoi ingår i släktet Corydalus och familjen Corydalidae. Inga underarter finns listade i Catalogue of Life.